# Sodio triacetossiboroidruro
Il sodio triacetossiboroidruro, noto anche come sodio triacetossiborato, abbreviato in "STAB", è un composto di formula Na(CH3COO)3BH. Come gli altri boroidruri, viene usato come agente riducente in sintesi organica. Viene preparato per protonolisi del sodio boroidruro con acido acetico:
{\displaystyle {\ce {NaBH4 + 3 HO2CCH3 -> NaBH(O2CCH3)3 + 3 H2}}}
A causa degli effetti sterici ed elettronici dei gruppi acetossi, il triacetossiboroidruro di sodio è un agente riducente più debole del boroidruro di sodio o addirittura del sodio cianoboroidruro. Inoltre evita i prodotti secondari tossici generati dal sodio cianoboroidruro. Il sodio triacetossiboroidruro è particolarmente adatto per amminazioni riduttive di aldeidi e chetoni.
Tuttavia, a differenza del sodiocianoboroidruro, il triacetossiboroiduro è sensibile all'acqua, che quindi non può essere utilizzata come solvente con questo reagente, né è compatibile con metanolo. Esso reagisce solo lentamente con etanolo e isopropanolo e può essere invece utilizzato con questi ultimi.
Il NaBH(OAc)3 può anche essere usato per alchilazioni riduttive di ammine secondarie con addotti di aldeidi e con bisolfiti.